# Крстач
Крстач је древна сорта грожђа која је аутохтона у Србији и Црној Гори. Од њега се прави висококвалитетно суво бело вино. Вино може бити богато, складног букета и светло жуте боје са 12,5% алкохола.